# Zap College
Zap College è un fumetto francese pubblicato a partire dal 2001, e nato su iniziativa dell'autore francese Thierry Maunier, conosciuto anche come Tehem. L'autore di Charenton-le-Pont ha pubblicato la striscia fumettistica per la prima volta nel 2001, all'interno della rivista Okapi. Bisognerà però attendere sino al gennaio 2002 per la pubblicazione del primo volume della serie, albo che venne nominato First Class.
La trama della serie fumettistica, ancora in produzione, è stata adattata ad una omonima serie animata, andata in onda esclusivamente in Francia per quasi l'intero 2007.
Il protagonista della serie si chiama Filiberto, figlio del Segretario nazionale, che ha appena traslocato in una piccola cittadina.

## Trama
Filiberto è un adolescente in pieno cambiamento. Figlio del Segretario dello Stato, ha appena traslocato con tutta la sua famiglia in una piccola cittadina, nella quale trova subito degli amici, tra cui Sapientina, una ragazza che per prima gli rivolge la parola. Proprio Sapientina introduce Filiberto nel mondo dei comuni, cercando di farlo integrare nella massa scolastica. Grazie poi alla stessa coetanea, Filiberto riesce a diventare rappresentante della classe 3° E, dove si trova pure Sapientina. A seguito, il ragazzo protagonista riesce a farsi nuove amicizie, come nel caso di Victor, Amina ed Eddy. Ciò che maggiormente caratterizza la serie è l'adolescenza, della quale Filiberto rimane a lungo oggetto: non a caso, tenta in ogni modo di rendersi appariscente agli occhi altrui, col fine di eliminare la voragine che separa la sua famiglia dalla gente con la quale convive. Tuttavia, nel corso del suo tentativo di unirsi con i suoi coetanei, incontra alcuni ostacoli, rappresentati dai suoi genitori (curioso è l'episodio dello scooter: Filiberto cerca di ottenere uno scooter, ma sua madre, in primo piano, non cede al suo capriccio, visto che crede che lo scooter sia per i comuni, dai quali sono divisi tramite un grande abisso). In ogni caso, Filiberto riesce nel suo tentativo, e comincia ad affrontare numerose avventure interscolastiche, facendo diventare la storia davvero imperdibile.

## Personaggi

### Personaggi maggiori
- Filiberto: è il protagonista della serie a fumetti. Nonostante sia il secondogenito del Segretario nazionale, preferisce la vita "normale", anziché vivere come i genitori, ovvero nello snob e nella solitudine, senza veri rapporti sociali. È il rappresentante della 3ª E, e la sua migliore amica è Sapientina. Tramite la coetanea, ha poi avuto modo di stringere amicizia con altri suoi compagni di classe, come Amina e Victor. Non sa nuotare, ma diverrà abile in questa disciplina a seguito di un episodio verificatosi con Sapientina e Amina[4];
- Sapientina: è una ragazza mora e particolarmente popolare. Coetanea di Filiberto, ne diverrà subito grande amica, anche se a volte cederà con l'approfittarsi della poca conoscenza di Filiberto in relazione alla scuola. Sapientina non brilla molto a scuola, ma ama praticare sport, come il nuoto e la scalata delle montagne. È stata la prima persona del quartiere a rivolgere la parola a Filiberto, confondendo la carica del padre del protagonista con quella di ministro;
- Victor: è un amico stretto di Filiberto. Il suo aspetto è caratterizzato dall'ingente massa grassa del suo corpo, visto che consuma numerose merendine e porcherie varie. Ha un grande talento artistico, anche se, a detta del suo insegnante di arte, non riesce a dimostrare il suo interesse. Ha la passione per i murales, e, come Sapientina, non brilla, a scuola;
- Amina: altra compagna di Filiberto e amica di Sapientina. Anche lei è particolarmente sovrappeso, e non sapeva nuotare fino a quando non ha mangiato una tavoletta da nuoto. Ha un rendimento discreto a scuola, e non ha bisogno di evitare che i suoi genitori ricevano la pagella scolastica, al contrario di Victor, Eddy, Sapientina e molti altri ancora;
- Eddy: è un tipo particolarmente violento, amico di Filiberto. Viene spesso coinvolto in risse a scuola, dove è molto popolare. Eddy non ha talento in merito scolastico, e non sa l'alfabeto. Ha un piccolo interesse per la musica, in particolare per il rap, e per la falegnameria. Detesta le collezioni di francobolli, e farebbe le pulizie solo se fosse per la propria famiglia.

### Personaggi minori
- Professore di Matematica: è uno dei più conosciuti professori della scuola frequentata da Filiberto & Co. La sua fama, però, è negativa, visto infatti che si fa sottomettere al volere di tutti. un giorno viene visto da Sapientina, Filiberto ed Amina al centro commerciale, intento a prendere delle bambole per suo figlio. In realtà, egli fa la pratica voodoo;
- Preside: è il direttore della scuola frequentata da Filiberto e dai suoi amici. Compare per la prima volta già all'interno del primo volume di Zap College, ed è sovente ricevere le proteste da parte del protagonista stesso, che rimane sorpreso della scuola, per certi punti di vista[5];
- Pier Giuseppe: è il primogenito della famiglia di Filiberto, nonché suo fratello maggiore. Pier Giuseppe fa danza, e ha una tuta nera. Filiberto si affida, in genere, a lui per ottenere qualcosa che lo metta in risalto con gli altri: infatti, per una festa in maschera (su tema Halloween), il protagonista riceve in prestito la uta di Pier Giuseppe. A seguito cercherà di ottenere anche il suo piumino rosa, ma invano;
- Madre di Filiberto: non si conosce il suo nome, ma è risaputo che lei, moglie del Segretario nazionale, è una persona snob, che considera enorme la voragine che separa la sua famiglia dalla gente del quartiere dove il protagonista s'è appena trasferito;
- Padre di Filiberto: è il Segretario nazionale, appena trasferitosi in un piccolo quartiere, abbastanza tranquillo. Sebbene le apparenze, egli diffida molto degli amici del suo secondogenito[6]. In ogni caso, il protagonista della striscia fumettistica di Tehem può contare, talvolta, sull'aiuto del padre, come nel caso della festa su tematica sport.

## Lista albi pubblicati
In un primo momento la serie venne pubblicata a strisce, all'interno della rivista francese Okapi, a partire dal 2001. Tuttavia, grazie al successo ottenuto dalle sue pubblicazione, Tehem decise di pubblicare, a fumetti, le gaga delle strisce comiche di Zap College.
| nº | Titolo originale    | Titolo italiano | 1° pubbl. Francia | 1° pubbl. Italia |
| -- | ------------------- | --------------- | ----------------- | ---------------- |
| 1  | Premières classes   | Primi anni      | gennaio 2002      | 2007             |
| 2  | Deuxième service    |                 | gennaio 2004      |                  |
| 3  | Kalibar blues       |                 | settembre 2005    |                  |
| 4  | Viva Grésil         |                 | settembre 2007    |                  |
| 5  | Technocollège       |                 | settembre 2009    |                  |
| 6  | Un empire de carton |                 | maggio 2012       |                  |

## Serie animata
Dal fumetto viene creata una serie animata. Il primo episodio viene mandato in onda il 21 marzo 2007 all'interno del programma Total BD della televisione francese Canal J. La serie è composta da un'unica stagione di 52 episodi.

## Zap College e cultura di massa
- Nel primo volume di Zap College, Filiberto rimane attratto dalla novità del momento, ovvero i Megamon, chiara parodia dei Pokémon. In realtà, Sapientina dice che i Megamon sono differenti dai Pokémon. Può apparire quindi una parodia dei tanto rinomati Digimon;
- Nel quinto volume, il team scolastico di Filiberto ed il protagonista stesso fanno visita ad una nazione avanzatissima in campo tecnologico, ma devota soprattutto alla religione: è una chiara parodia del Giappone (non a caso, il Paese si chiama Yapon);
- Nel quarto volume, Filiberto fa visita ad una nazione caratterizzata da una forte passione per il calcio. La nazionale presenta casacche verdi, e vuole vendicarsi della Francia: si tratta di un riferimento al Brasile e alla sua nazionale calcistica, che fu sconfitta dalla Francia stessa nella finale del mondiale di calcio del 1998;
- Nel quinto volume, Eddy si tramuta nel supereroe Pattinatore di Bronzo, una chiara parodia del famosissimo Silver Surfer;
- Nel sesto volume, per terminare, in una scena che vede protagonista Eddy si può notare, su un muro, un ritratto di Petit Gibus, famoso attore bimbo francese del passato.

## Premi e riconoscimenti
Tehem, fondatore della serie fumettistica Zap College, ha ricevuto, nel corso del Festival international de la bande dessinée d'Angoulême, il premio Alpha-Art, in merito come miglior fumetto per ragazzi, nel 2003.